# Bitwa pod Chlumcem
Druga bitwa pod Chlumcem stoczona została 18 lutego 1126 roku pomiędzy wojskami czeskiego księcia Sobiesława I i niemieckiego króla Lotara III. Po stronie niemieckiej walczył pretendent do władzy książęcej w Czechach Otto II Czarny oraz Albrecht I Niedźwiedź, przyszły margrabia brandenburski.

## Prolog
Bitwa była punktem kulminacyjnym walki o władzę w Księstwie Czeskim pomiędzy Sobiesławem I a Ottonem II Czarnym, w tamtym czasie najstarszym z rodu czeskich Przemyślidów. Po dłuższym czasie czeski książę Władysław I wyznaczył na następcę swojego młodszego brata Sobiesława. Było to niezgodne z regułą senioratu, w związku z czym Otto zwrócił się o pomoc do niemieckiego władcy w celu odzyskania utraconego prawa do tronu książęcego.

## Przebieg bitwy
Zima na przełomie lat 1125 i 1126 była ostrzejsza niż zazwyczaj, lecz król Lotar III zlekceważył ten fakt. Nie zgromadził wystarczających sił zbrojnych z obszaru całego Cesarstwa. Liczył na łatwe zwycięstwo. W jego armii byli jedynie rycerze ze wschodniej części Dolnej Saksonii. Sobiesław musiał o tym dobrze wiedzieć. Na wieść o zamiarach przeciwnika miał wypowiedzieć znamienne słowa: Doufám v milosrdenství Boží a zásluhy svatých mučedníků Kristových, Václava a Vojtěcha, že nebude vydána naše země do rukou cizinců (Pokładam nadzieję w miłosierdziu Bożym i w zasługach świętych męczenników chrześcijańskich Wacławie i Wojciechu, że nie będzie wydana nasza ziemia w ręce cudzoziemca). Dla podniesienia morale swojego wojska zaopatrzył się w relikwie, przypuszczalnie chorągiew świętego Wojciecha i kopię Wacława I Świętego.
Wielka odwilż, która rozpoczęła się 16 lutego 1126, prawdopodobnie zachęciła Lotara III do podjęcia działań wojennych. 18 lutego 1126 roku wojsko niemieckie wkroczyło do Czech przez przełęcz za Chlumcem. Sobiesław już wcześniej przygotował w tym rejonie zasieki oraz podzielił swoją armię na trzy części, rozstawione w odpowiednich miejscach zarówno w dolinach jak i na wzgórzach. W tym czasie zaczął tajać śnieg i pękały lody. Większość jeźdźców Lotara zsiadła z koni i w uzbrojeniu szła w trudnych warunkach po topniejącym śniegu.
Otto II Czarny wyszedł przed czoło wojska niemieckiego, aby prowadzić rycerzy, ponieważ najlepiej znał tę drogę. Lotar i Otto najprawdopodobniej przypuszczali, że będą w stanie zaskoczyć Sobiesława nagłym unikiem w zaśnieżone podnóża gór. Jednakże czeskie wojsko już czekało na nieprzyjaciela w grodzie Chlumec. Lotar zlekceważył przeciwnika, nie wysłał zwiadu i nie zważał na przestrogi, że wojsko Sobiesława może już być w pobliżu. Gdy nieprzygotowane do bitwy wojsko niemieckie zbliżyło się na niewielką odległość do czeskiego, Sobiesław dał rozkaz do ataku. Tylko nieliczni rycerze z armii Lotara podjęli próbę obrony. Ostatni z pochodu zdołali uciec. Bitwa zakończyła się zwycięstwem księcia Sobiesława.

## Sojusz z Lotarem III

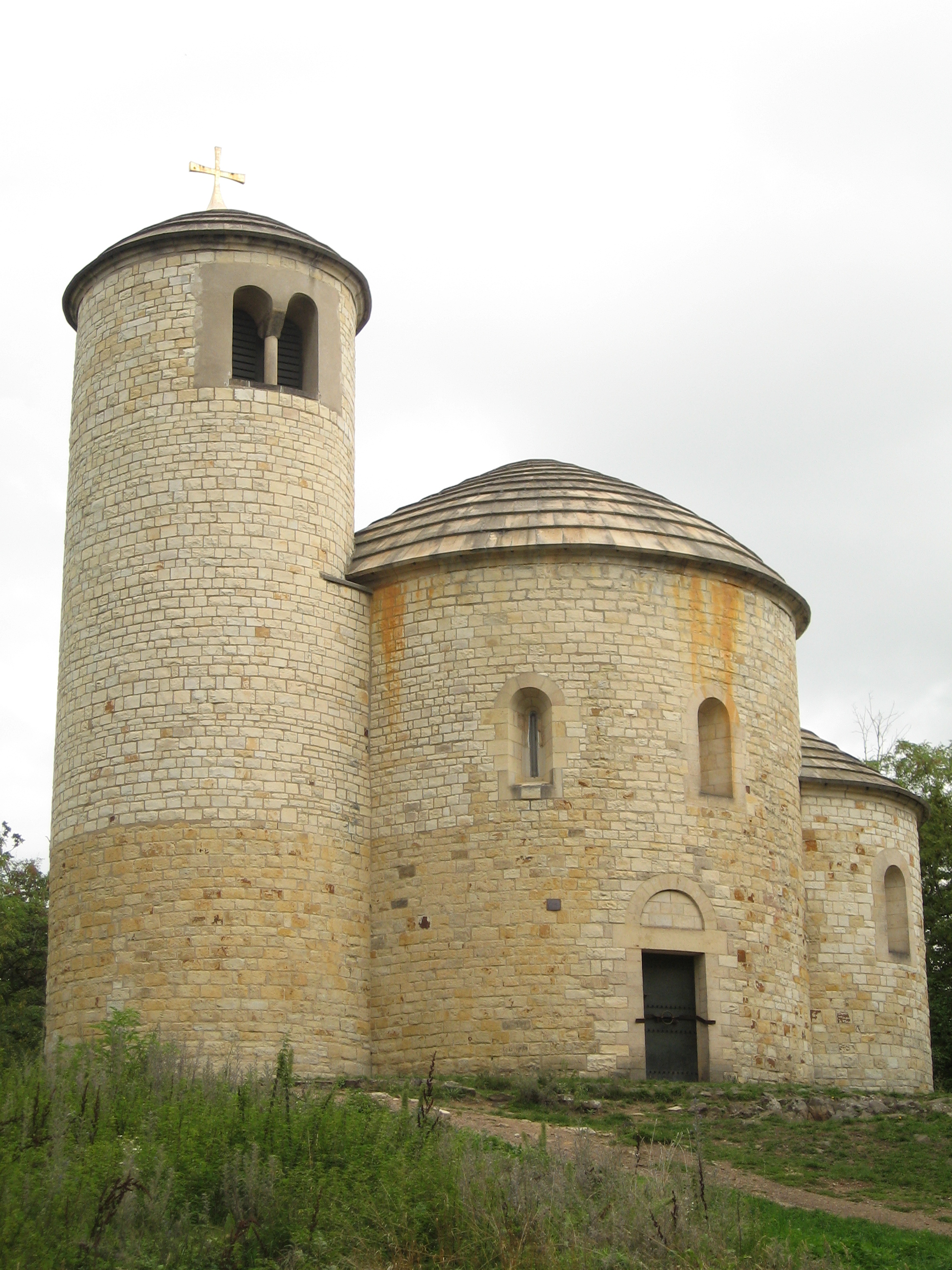
Rotunda im. św. Jerzego na szczycie wzgórza Říp

Otto Czarny wpadł w zasadzkę i poległ, Lotar III oraz Albrecht I Niedźwiedź, zostali wzięci do niewoli. Sobiesław zwrócił im niebawem wolność, a z Lotarem dodatkowo zawarł sojusz, ukierunkowując się na cele możliwe do osiągnięcia, bez popadania w długotrwały konflikt z większym i silniejszym Cesarstwem.
Sobiesław na pamiątkę wielkiego zwycięstwa kazał odnowić i rozbudować wzniesioną na szczycie wzgórza Říp romańską rotundę pod wezwaniem Św. Jerzego. Obecnie postrzegana jest jako czeski pomnik narodowy.